# Coppa LEN 2010-2011 (pallanuoto femminile)
La Coppa LEN femminile 2010-2011 (Women LEN Trophy 2010-2011) è stata la XII edizione del secondo trofeo continentale riservato a squadre di club.
Hanno partecipato alla rassegna 20 formazioni provenienti da 11 nazioni. Sono state disputate due fasi a gironi seguite da una fase a eliminazione diretta.
Il Rapallo Nuoto ha conquistato il trofeo per la prima volta, rimontando nella finale di ritorno un passivo di sette gol contro le olandesi dell'Het Ravijn.

## Primo turno

### Gironi
| Gruppo A                |
| sede: Imperia           |
| RN Imperia              |
| Union St-Bruno Bordeaux |
| West London Penguin     |
| WP Zaragoza             |

| Gruppo B             |
| sede: Hannover       |
| Hannoverscher SV     |
| Järfälla Simsällskap |
| Uralochka Zlatoust   |
| VK Vračar            |

| Gruppo C            |
| sede: Rapallo       |
| City of Liverpool   |
| Lille UCN           |
| Rapallo Nuoto       |
| Skif-ŠMSV Izmailovo |

| Gruppo C          |
| sede: Belgrado    |
| CW Dos Hermanas   |
| Szentes VK        |
| Taš 2000 Belgrado |
| ZVL Leiden        |

### Gruppo A
|    | Primo turno 2010-2011   | Pti | G | V | N | P | GF | GS | DR  |
| -- | ----------------------- | --- | - | - | - | - | -- | -- | --- |
| 1. | RN Imperia              | 9   | 3 | 3 | 0 | 0 | 45 | 7  | +38 |
| 2. | WP Zaragoza             | 6   | 3 | 2 | 0 | 1 | 32 | 24 | +8  |
| 3. | West London Penguin     | 3   | 3 | 1 | 0 | 2 | 27 | 38 | -11 |
| 4. | Union St-Bruno Bordeaux | 0   | 3 | 0 | 0 | 3 | 8  | 43 | -35 |

| 10-12-10 | Zaragoza | 19 - 11 | Penguin  |
| 10-12-10 | Imperia  | 21 - 0  | Bordeaux |

| 11-12-10 | Penguin | 12 - 6 | Bordeaux |
| 11-12-10 | Imperia | 11 - 3 | Zaragoza |

| 12-12-10 | Zaragoza | 10 - 2 | Bordeaux |
| 12-12-10 | Imperia  | 13 - 4 | Penguin  |

### Gruppo B
|    | Primo turno 2010-2011 | Pti | G | V | N | P | GF | GS | DR  |
| -- | --------------------- | --- | - | - | - | - | -- | -- | --- |
| 1. | Uralochka Zlatoust    | 9   | 3 | 3 | 0 | 0 | 89 | 19 | +70 |
| 2. | Hannoverscher SV      | 6   | 3 | 2 | 0 | 1 | 45 | 36 | +9  |
| 3. | VK Vračar             | 3   | 3 | 1 | 0 | 2 | 19 | 56 | -37 |
| 4. | Järfälla SS           | 0   | 3 | 0 | 0 | 3 | 20 | 66 | -46 |

| 10-12-10 | Uralochka     | 32 - 2 | Vračar   |
| 10-12-10 | Hannoverscher | 16 - 8 | Järfälla |

| 11-12-10 | Uralochka     | 35 - 5 | Järfälla |
| 11-12-10 | Hannoverscher | 17 - 6 | Vračar   |

| 12-12-10 | Vračar    | 11 - 7  | Järfälla      |
| 12-12-10 | Uralochka | 22 - 12 | Hannoverscher |

### Gruppo C
|    | Primo turno 2010-2011 | Pti | G | V | N | P | GF | GS | DR  |
| -- | --------------------- | --- | - | - | - | - | -- | -- | --- |
| 1. | Rapallo Nuoto         | 9   | 3 | 3 | 0 | 0 | 41 | 15 | +26 |
| 2. | Skif-ŠMSV Izmailovo   | 6   | 3 | 2 | 0 | 1 | 52 | 21 | +31 |
| 3. | City of Liverpool     | 3   | 3 | 1 | 0 | 2 | 22 | 41 | -19 |
| 4. | Lille UCN             | 0   | 3 | 0 | 0 | 3 | 16 | 54 | -38 |

| 10-12-10 | Skif-ŠMSV | 25 - 3 | Lille     |
| 10-12-10 | Rapallo   | 15 - 1 | Liverpool |

| 11-12-10 | Rapallo   | 10 - 7 | Skif-ŠMSV |
| 11-12-10 | Liverpool | 13 - 6 | Lille     |

| 12-12-10 | Rapallo   | 16 - 7 | Lille     |
| 12-12-10 | Skif-ŠMSV | 20 - 8 | Liverpool |

### Gruppo D
|    | Primo turno 2010-2011 | Pti | G | V | N | P | GF | GS | DR  |
| -- | --------------------- | --- | - | - | - | - | -- | -- | --- |
| 1. | ZVL-Leiden            | 9   | 3 | 3 | 0 | 0 | 31 | 18 | +13 |
| 2. | Szentes VK            | 6   | 3 | 2 | 0 | 1 | 30 | 15 | +15 |
| 3. | CW Dos Hermanas       | 3   | 3 | 1 | 0 | 2 | 17 | 29 | -12 |
| 4. | Taš 2000 Belgrado     | 0   | 3 | 0 | 0 | 3 | 15 | 31 | -16 |

| 10-12-10 | Szentes | 13 - 2 | Taš          |
| 10-12-10 | ZVL     | 11 - 6 | Dos Hermanas |

| 11-12-10 | ZVL          | 10 - 6 | Szentes |
| 11-12-10 | Dos Hermanas | 8 - 7  | Taš     |

| 12-12-10 | ZVL     | 10 - 6 | Taš          |
| 12-12-10 | Szentes | 11 - 3 | Dos Hermanas |

## Secondo turno

### Gironi
| Gruppo E            |
| sede: Nijverdal     |
| RN Imperia          |
| Skif-ŠMSV Izmailovo |
| VK Vračar           |
| ZPC Het Ravijn      |

| Gruppo F         |
| sede: Patrasso   |
| CW Dos Hermanas  |
| Hannoverscher SV |
| NE Patrasso      |
| Rapallo Nuoto    |

| Gruppo G           |
| sede: Saragozza    |
| City of Liverpool  |
| Iraklis Salonicco  |
| Uralochka Zlatoust |
| WP Zaragoza        |

| Gruppo H              |
| sede: Szentes         |
| Szentes VK            |
| West London Penguin   |
| Yugra Khanty-Mansiysk |
| ZVL-Leiden            |

### Gruppo E
|    | Secondo turno 2010-2011 | Pti | G | V | N | P | GF | GS | DR  |
| -- | ----------------------- | --- | - | - | - | - | -- | -- | --- |
| 1. | Skif-ŠMSV Izmailovo     | 7   | 3 | 2 | 1 | 0 | 50 | 21 | +29 |
| 2. | ZPC Het Ravijn          | 7   | 3 | 2 | 1 | 0 | 46 | 18 | +28 |
| 3. | RN Imperia              | 3   | 3 | 1 | 0 | 2 | 29 | 20 | +9  |
| 4. | VK Vračar               | 0   | 3 | 0 | 0 | 3 | 6  | 72 | -66 |

| 21-01-11 | Skif       | 28 - 1 | Vračar  |
| 21-01-11 | Het Ravijn | 7 - 4  | Imperia |

| 22-01-11 | Het Ravijn | 27 - 2 | Vračar |
| 22-01-11 | Imperia    | 8 - 10 | Skif   |

| 23-01-11 | Vračar     | 3 - 17  | Imperia |
| 23-01-11 | Het Ravijn | 12 - 12 | Skif    |

### Gruppo F
|    | Secondo turno 2010-2011 | Pti | G | V | N | P | GF | GS | DR  |
| -- | ----------------------- | --- | - | - | - | - | -- | -- | --- |
| 1. | Rapallo Nuoto           | 9   | 3 | 3 | 0 | 0 | 59 | 18 | +41 |
| 2. | NE Patrasso             | 6   | 3 | 2 | 0 | 1 | 40 | 34 | +6  |
| 3. | Hannoverscher SV        | 3   | 3 | 1 | 0 | 2 | 28 | 47 | -19 |
| 4. | CW Dos Hermanas         | 0   | 3 | 0 | 0 | 3 | 17 | 45 | -28 |

| 21-01-11 | Hannoverscher | 6 - 20 | Rapallo      |
| 21-01-11 | Patrasso      | 14 - 4 | Dos Hermanas |

| 22-01-11 | Rapallo       | 21 - 4  | Dos Hermanas |
| 22-01-11 | Hannoverscher | 12 - 18 | Patrasso     |

| 23-01-11 | Dos Hermanas | 9 - 10 | Hannoverscher |
| 23-01-11 | Patrasso     | 8 - 18 | Rapallo       |

### Gruppo G
|    | Secondo turno 2010-2011 | Pti | G | V | N | P | GF | GS | DR  |
| -- | ----------------------- | --- | - | - | - | - | -- | -- | --- |
| 1. | Uralochka Zlatoust      | 9   | 3 | 3 | 0 | 0 | 45 | 26 | +19 |
| 2. | Iraklis Salonicco       | 4   | 3 | 1 | 1 | 1 | 36 | 30 | +6  |
| 3. | WP Zaragoza             | 4   | 3 | 1 | 1 | 1 | 29 | 31 | -2  |
| 4. | City of Liverpool       | 0   | 3 | 0 | 0 | 3 | 21 | 44 | -23 |

| 21-01-11 | Zaragoza | 10 - 14 | Uralochka |
| 21-01-11 | Iraklis  | 17 - 7  | Liverpool |

| 22-01-11 | Iraklis  | 10 - 14 | Uralochka |
| 22-01-11 | Zaragoza | 10 - 8  | Liverpool |

| 23-01-11 | Liverpool | 6 - 17 | Uralochka |
| 23-01-11 | Zaragoza  | 9 - 9  | Iraklis   |

### Gruppo H
|    | Secondo turno 2010-2011 | Pti | G | V | N | P | GF | GS | DR  |
| -- | ----------------------- | --- | - | - | - | - | -- | -- | --- |
| 1. | Szentes VK              | 9   | 3 | 3 | 0 | 0 | 38 | 21 | +17 |
| 2. | ZVL-Leiden              | 6   | 3 | 2 | 0 | 1 | 36 | 22 | +14 |
| 3. | Yugra Khanty-Mansiysk   | 3   | 3 | 1 | 0 | 2 | 43 | 23 | +20 |
| 4. | West London Penguin     | 0   | 3 | 0 | 0 | 3 | 8  | 59 | -51 |

| 21-01-11 | ZVL     | 9 - 8  | Yugra   |
| 21-01-11 | Szentes | 15 - 3 | Penguin |

| 22-01-11 | Yugra   | 25 - 2 | Penguin |
| 22-01-11 | Szentes | 11 - 8 | ZVL     |

| 23-01-11 | Penguin | 3 - 19  | ZVL   |
| 23-01-11 | Szentes | 12 - 10 | Yugra |

## Quarti di finale
| Andata   | Andata                         | Andata |
| Data     | Gara                           | Ris.   |
| -------- | ------------------------------ | ------ |
| 13-02-11 | Het Ravijn - Uraločka Zlatoust | 14-8   |
| 13-02-11 | Iraklis - Skif-ŠMSV            | 9-13   |
| 12-02-11 | Rapallo - ZVL Leiden           | 13-8   |
| 12-02-11 | Szentes - NE Patrasso          | 15-12  |

| Ritorno  | Ritorno                        | Ritorno | Ritorno |
| Data     | Gara                           | Ris.    | Tot.    |
| -------- | ------------------------------ | ------- | ------- |
| 26-02-11 | Uraločka Zlatoust - Het Ravijn | 14-10   | 22-24   |
| 26-02-11 | Skif-ŠMSV - Iraklis            | 19-13   | 32-22   |
| 26-02-11 | ZVL Leiden - Rapallo           | 10-7    | 18-20   |
| 26-02-11 | NE Patrasso - Szentes          | 15-13   | 27-28   |

## Semifinali
| Andata   | Andata                 | Andata |
| Data     | Gara                   | Ris.   |
| -------- | ---------------------- | ------ |
| 06-03-11 | Het Ravijn - Skif-ŠMSV | 12-5   |
| 05-03-11 | Szentes - Rapallo      | 7-5    |

| Ritorno  | Ritorno                | Ritorno | Ritorno |
| Data     | Gara                   | Ris.    | Tot.    |
| -------- | ---------------------- | ------- | ------- |
| 19-03-11 | Skif-ŠMSV - Het Ravijn | 8-6     | 13-18   |
| 19-03-11 | Rapallo - Szentes      | 8-5     | 13-12   |

## Finale
- Andata

| Arbitri: | Adzić (MNE) Mauss (GER) |

|            |           |                |
| 3: Klaasen | Marcatori | 2: Frassinetti |

- Ritorno

| Arbitri: | Galkin (RUS) Grandin (FRA) |

|                          |           |                                     |
| 3: Frassinetti, Bianconi | Marcatori | 1: Veldhuis, Guichelaar, Dannenberg |